# Brian Eno
Brian Peter George St. John le Baptiste de la Salle Eno (n. 15 mai 1948, Melton⁠(d), Suffolk Coastal, Anglia, Regatul Unit), mai cunoscut ca Brian Eno sau și mai simplu, Eno, este un muzician, compozitor, producător și cântăreț englez care, ca artist solo, este recunoscut ca fiind unul dintre principalii inovatori ai muzicii ambientale.

## Biografie
Eno a studiat la o școală de arte, fiind inspirat de picturile minimaliste, dar nu avea o prea mare experiență și educație muzicală când s-a alăturat trupei Roxy Music ca interpret la sintetizatoare și claviaturist, la începutul anilor '70. Succesul celor de la Roxy Music pe scena glam rock a venit repede, dar Eno se săturase de conflictele cu vocalistul Bryan Ferry și a părăsit formația după lansarea albumului For Your Pleasure (1973) începându-și cariera solo cu albumele de art rock Here Come The Warm Jets (1974) și Taking Tiger Mountain (by Strategy) (1974).
Eno s-a extins și spre stiluri ale muzicii experimentale cu No Pussyfooting (1973), influentul Another Green World (1975) și Discreet Music (1975). Primele sale eforturi în muzica ambientală s-au materializat odată cu apariția albumelor Ambient 1/Music for Airports (1978) și, mai târziu, Apollo: Atmospheres and Soundtracks (1983) care a fost compus pentru filmul documentar For All Mankind. 
Materialele solo ale lui Eno au fost foarte influente, fiind adevărate "pietre de hotar" în muzica ambientală și beneficiind de tehnici de producție inovatoare. Până la sfârșitul anilor '70, Eno lucrase cu David Bowie pe "Trilogia Berlinului", a ajutat la popularizarea grupului American de punk rock, Devo și a genului "No Wave" și începuse să colaboreze frecvent cu Harold Budd, John Cale, Cluster, Robert Fripp și David Byrne împreună cu care a produs influentul album My Life in The Bush of Ghosts (1981). A produs și a colaborat la trei albume Talking Heads printre care Remain in Light (1980), a produs șapte albume U2 incluzând The Joshua Tree (1987), colaborând și pe materiale ale unor artiști ca James, Laurie Anderson, Coldplay, Paul Simon, Grace Jones și Slowdive printre alții. 
Eno continuă să colaboreze cu nenumărați muzicieni, să producă albume, să-și lanseze materiale proprii și să scrie. Are de asemenea o rubrică în revista Prospect. 

## Discografie

### Albume de studio

#### Albume solo
- Here Come the Warm Jets (ianuarie 1974)
- Taking Tiger Mountain (By Strategy) (noiembrie 1974)
- Another Green World (septembrie 1975)
- Discreet Music (noiembrie 1975)
- Before and After Science (decembrie 1977)
- Ambient 1: Music for Airports (martie 1978)
- Music for Films (septembrie 1978)
- Ambient 4: On Land (martie 1982)
- Apollo: Atmospheres and Soundtracks (iulie 1983)
- Music for Films Volume 2 (noiembrie 1983)
- Thursday Afternoon (octombrie 1985)
- Nerve Net (1 septembrie 1992)
- The Shutov Assembly (10 noiembrie 1992)
- Neroli (3 august 1993)
- Extracts From Music for White Cube (1997)
- The Drop (7 iulie 1997)
- Lightness: Music for the Marble Palace (1998)
- I Dormienti (1998)
- Kite Stories (1999)
- Music for Civic Recovery Centre (2000)
- Compact Forest Proposal (februarie 2001)
- January 07003: Bell Studies for the Clock of the Long Now (2003)
- Another Day on Earth (13 iunie 2005)

#### Albume în colaborare
- (No Pussyfooting) (noiembrie 1973 - cu Robert Fripp)
- Lady June's Linguistic Leprosy (noiembrie 1974 - cu Kevin Ayers, Pip Pyle și Lady June)
- Evening Star (decembrie 1975 - cu Robert Fripp)
- Cluster & Eno (iunie 1977 - cu Cluster)
- After the Heat (1978 - cu Dieter Moebius și Hans-Joachim Roedelius)
- In a Land of Clear Colours (1979 - cu Peter Sinfield)
- Ambient 2: The Plateaux of Mirror (1 ianuarie 1980 - cu Harold Budd)
- Fourth World, Vol. 1: Possible Musics (1 ianuarie 1980 - cu Jon Hassell)
- My Life in the Bush of Ghosts (februarie 1981 - cu David Byrne)
- The Pearl (1984 - cu Harold Budd)
- Wrong Way Up (16 ocotmbrie 1990 - cu John Cale)
- Spinner (24 ocotmbrie 1995 - cu Jah Wobble)
- Original Soundtracks 1 (7 noiembrie 1995 - cu U2)
- Tracks and Traces (4 noiembrie 1997 - cu Harmonia)
- Music for Onmyo-Ji (martie 2000 - cu J. Peter Schwalm)
- Drwan from Life (15 mai 2001 - cu J. Peter Schwalm)
- The Equatorial Stars (iulie 2004 - cu Robert Fripp)
- Beyond Even (1992-2006) (15 octombrie 2007 - cu Robert Fripp)
- Everything That Happens Will Happen Today (18 august 2008 - cu David Byrne)
- Small Craft on a Milk Sea (2 noiembrie 2010 - cu Leo Abrahams și Jon Hopkins)

### Albume live
- 1 iunie 1974 (28 iunie 1974 - cu Kevin Ayers, John Cale și Nico)
- 801 Live (1976 - cu Phil Manzanera, Bill MacCormick, Francis Monkman, Simon Phillips și Lloyd Watson)

### Compilații
- Working Backwards 1983-1973 (1983)
- Begegnungen (1984 - cu Dieter Moebius, Hans-Joachim Roedelius și Konrad Plank)
- Begegnungen II (1985 - cu Dieter Moebius, Hans-Joachim Roedelius și Konrad Plank)
- Old Land (1985 - cu Cluster)
- Desert Island Selection (ianuarie 1986)
- More Blank Than Frank (martie 1986)
- Eno Box II: Vocals (16 noiembrie 1993)
- The Essential Fripp and Eno (11 martie 1994)
- Eno Box I: Instrumental (22 martie 1994)
- Sonora Portraits (10 august 1999)
- Curiosities Volume 1 (2003)
- Curiosities Volume II (2005)